# Something, Something, Something, Dark Side
«Something, Something, Something, Dark Side» (с англ. — «Что-то, что-то, что-то, Тёмная сторона») — специальная серия мультсериала «Гриффины» длительностью 54 минуты, выпущенная в Северной Америке непосредственно на DVD и Blu-ray Disc 22 декабря 2009 года и вышедшая в эфир как двадцатая серия восьмого сезона на телеканале Fox 23 мая 2010 года.
Будучи вторым эпизодом в цикле пародий на вселенную Звёздных войн, серия пародирует фильм «Империя наносит ответный удар» и является продолжением эпизода «Blue Harvest», пародирующего первый фильм франшизы — «Новая надежда».

## Сюжет
Гриффины смотрят по телевизору новую передачу Аарона Соркина, как вдруг в их доме пропадает свет. Семья вспоминает, как в прошлый раз Питер рассказывал им историю о Звёздных войнах, и просит его рассказать ещё одну. Питер начинает пересказывать сюжет фильма «Империя наносит ответный удар».
После характерного для всех частей Звёздных войн начального текста появляется Имперский Звёздный Разрушитель, с которого вылетает большое количество дроидов в поисках Повстанческого Альянса. Один из дроидов (Джо Суонсон) приземляется на ледяную планету Хот, где находится база Альянса. В это время на командира повстанцев Люка Скайуокера (Крис) нападает монстр из Маппет-шоу, а Хан Соло (Питер), находящийся на базе, решает покинуть повстанцев, что не нравится Принцессе Лее (Лоис). Вскоре Хан решает отправиться за Люком, так как того долго нет. Люку удаётся сбежать от монстра, после чего к нему приходит видение Оби-Вана Кеноби (Герберт), который советует ему отправиться на планету Дагоба и встретиться там с Мастером Йодой, чтобы узнать больше о Силе. Хан находит Люка без сознания, и двоих спасают повстанцы.
Дроид обнаруживает базу Альянса, и Дарт Вейдер (Стьюи) приказывает атаковать. Начинается сражение Повстанческого Альянса с Империей. Хан, Лея, C-3PO (Гленн Куагмир) и Чубакка (Брайан) спасаются на «Тысячелетнем Соколе», а Люк с R2-D2 (Кливленд) отправляются на Дагобу на X-wing.
Чтобы избежать преследования Империи, Хан на «Соколе» влетает в астероиды и скрывается в пещере одного из них, чтобы починить корабль. Через некоторое время им приходится улетать оттуда, так как они понимают, что находятся не в пещере, а в желудке большого космического слизня (Мег). В это время Люк с R2-D2 приземляются на болотах планеты Дагоба, где встречают Йоду (Карл). Он устраивает Люку серьёзные тренировки и раскрывает секрет Силы — просмотр DVD-версий фильмов с бонусными материалами.
Император (Картер Пьюдершмидт) приказывает Дарту Вейдеру поймать Люка и заставить его перейти на Тёмную сторону. Вейдер нанимает охотников за головами, для использования их в качестве приманки для Люка. В это время Хан на «Тысячелетнем соколе», у которого ломается гипердрайв, спасаются от Империи, но их замечает Боба Фетт (Цыплёнок Эрни). У Люка появляется предчувствие, что его друзья в беде, и он покидает Дагобу, чтобы спасти их, так и не закончив до конца тренировки с Йодой.
Хан, Лея, C-3PO и Чубакка приземляются в Облачном городе на планете Беспин, чтобы получить помощь от Лэндо Калриссиана (Морт Голдман), где попадают в ловушку Дарта Вейдера. Хан выдаёт ему местоположение Люка, так как не хочет, чтобы его пытали, но Дарт Вейдер все равно устраивает ему пытку песней «Where Have All the Cowboys Gone?». После этого на Питере решают испытать новое замораживающее устройство. В момент погружения Хана в камеру Лея признаётся ему в любви, после чего его замораживают в карбоните. Вскоре Лэндо предаёт Империю и помогает Лее, C-3PO и Чубакке сбежать, хоть они уже и не успевают остановить Бобу Фетта, который улетает с замороженным Ханом.
В это время Люк прилетает в Облачный город и попадает в ловушку Дарта Вейдера, который вынуждает его начать битву на световых мечах. Сражаясь над главной городской вентиляционной шахтой, Вейдер отрезает Люку правую руку. Беспомощному и загнанному в угол Люку Дарт Вейдер предлагает перейти на тёмную сторону и раскрывает ему то, что он — его отец. Ошарашенный Люк бросается в шахту, в самом конце которой хватается за антенну и оказывается под Облачным городом. Оттуда он зовёт Бена, Лею и Тома Селлека. Лея, в это время находящаяся на «Тысячелетнем Соколе», чувствует Люка и приказывает повернуть корабль. Люка спасают и Сокол, с уже починенным гипердрайвом, улетает от Империи.
На борту медицинского корабля Люка оснащают искусственной рукой, в то время как Лэндо и Чубакка отправляются на «Тысячелетнем Соколе» спасти Хана. Люк выражает своё недовольство тем, что кино заканчивается со столькими нераскрытыми вопросами, после чего ему приносят письмо от Дока из 1885 года.
Как только Питер заканчивает историю, свет в доме включается. После этого Питер ставит под сомнение тот факт, что Робоцып сделает лучшую пародию на Звёздные войны, тем самым пытаясь вновь начать их прошлый спор с Крисом. Но Крис пытается не обращать внимания на отца, до тех пор, пока тот не решает рассказать историю фильма Трое в каноэ, из-за чего Крис срывается.

## Создание
Автор сценария: Киркер Батлер
Режиссёр: Доминик Польчино
Композитор:
Приглашённые знаменитости: Джон Бенджамин (в роли Карла, изображающего Йоду), Джон Баннелл (камео), Джеймс Каан (камео), Джеймс Вудс (камео), Джексон Дуглас, Джо Флаэрти (в роли рабочего Western Union), Джеймс Гриин, Фил Ламарр, Дольф Лундгрен (в не-анимационной врезке, фильм «Рокки 4»), Бригитта Нильсен (в не-анимационной врезке, фильм «Рокки 4»), Майкл Патаки (в не-анимационной врезке, фильм «Рокки 4»), Том Селлек (в не-анимационной врезке, фильм «Её алиби»), Кевин Майкл Ричардсон (в роли чернокожего силача), Джордж Роган, Джон Бреннан, Кристофер Кокс и Ральф Гэрман

## Отзывы
- Эпизод был принят критиками весьма позитивно:
  - «lives up to its predecessor and, like the film it spoofs, arguably exceeds it in some ways» — Синди Уайт, IGN, оценка 8 из 10[2]
  - «it becomes clear that MacFarlane and his writers are legit Star Wars fans» — Джон Скотт Левински, англ. Wired News[3]
  - «the movie is hilarious» — Адам Розенберг, MTV Movies Blog[4]
  - «the movie featured some very ribald humor and skewers the original movie with some rather insightful moments» — Пол Семел, англ. Metromix[5].